# Visione di san Girolamo
La Visione di san Girolamo o la Madonna con Bambino e Santi è un dipinto a olio su tavola (343x149 cm) del Parmigianino, databile al 1526-1527 e conservato nella National Gallery a Londra.

## Storia
L'opera venne commissionata a Roma, il 3 gennaio 1526, da Maria Bufalini, moglie di Antonio Caccialupi, per decorare la propria cappella in San Salvatore in Lauro. Il contratto menzionava assieme "Francesco de Mazola de Parma" e un "Pietro" con lo stesso nome, identificabile con suo zio Pier Ilario Mazzola. La forma insolitamente alta e stretta della tavola è dovuta al fatto che dovesse essere al centro di un trittico, le cui ali, mai realizzate, dovevano rappresentare l'Immacolata concezione, a cui era dedicata la cappella, e i Santi Gioacchino e Anna. Non è chiaro quali parti dovesse dipingere il Parmigianino e quali lo zio.

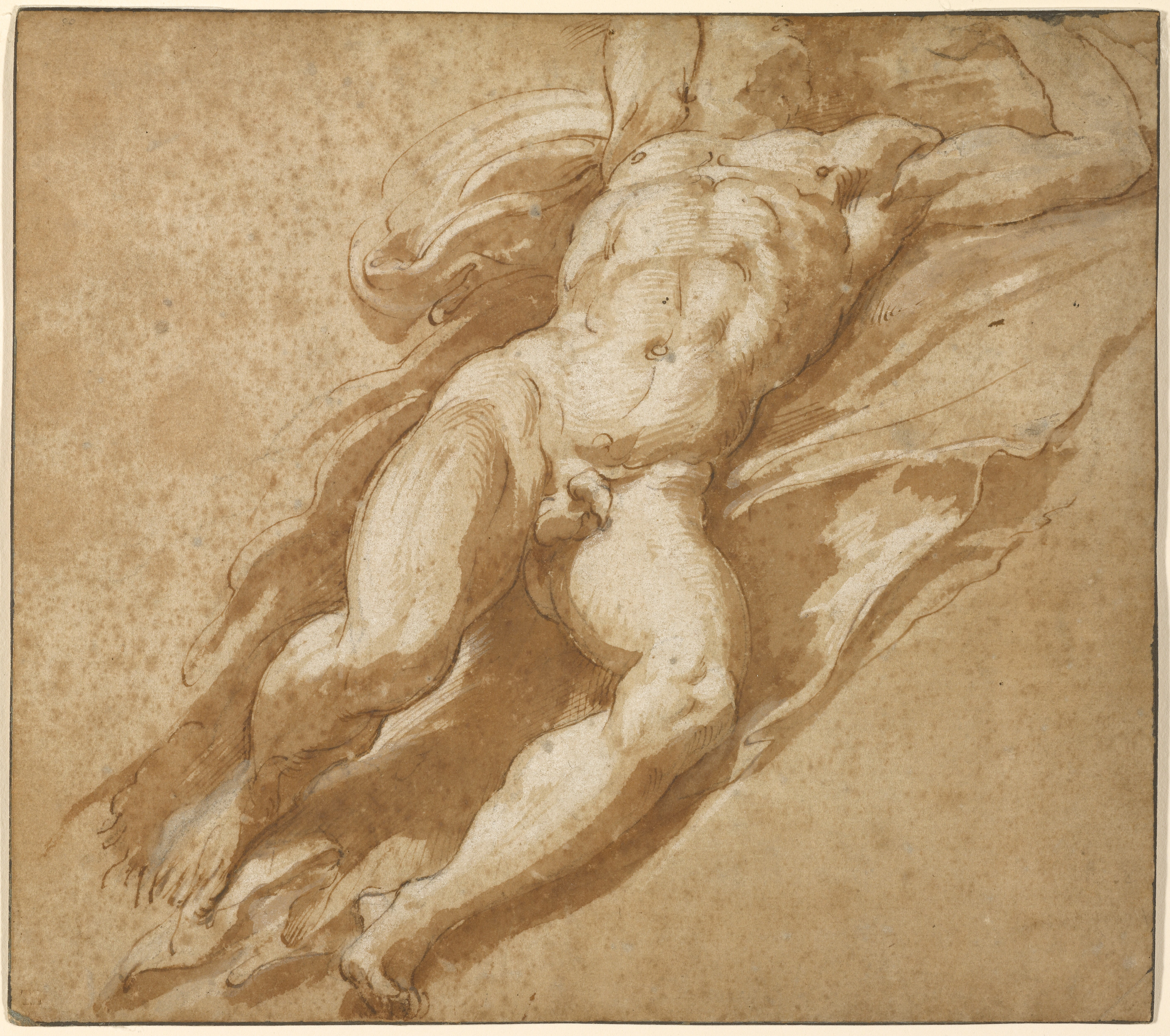
Studio di figure per la Visione di San Girolamo, Getty Center

La tavola è citata dal Vasari come quella cui il pittore stava lavorando al momento del Sacco di Roma nel maggio del 1527, con i lavori bruscamente interrotti dall'arrivo dei Lanzichenecchi. Vasari descrive come Parmigianino si attardò a fuggire e, sorpreso da soldati tedeschi mentre lavorava, venne da questi risparmiato per la bellezza dell'opera che creava. Pagata poi una taglia con acquerelli e disegni, si vide poi minacciato da altre truppe, fuggendo subito, mentre Pier Ilario si trattenne in città qualche giorno per nascondere il dipinto nel refettorio di Santa Maria della Pace.
Parmigianino non tornò più nella Città eterna, per cui l'opera rimase compiuta nel solo pannello centrale. Nel 1558 i Bufalini decisero di trasferirla nella loro cappella in Sant'Agostino a Città di Castello e da lì l'acquistò nel 1790 il pittore inglese James Durno. Trasferita in Inghilterra fu rivenduta al marchese di Albercorn per 1.500 ghinee. Passò poi ai signori Dawis e Taylor e poi al reverendo Holwell Carr, che nel 1826 la cedette al museo londinese.
Se ne conoscono vari studi preparatori, al Museo Condé (132 recto e verso), al British Museum (1882-8-12-448 recto e verso) e altri fogli minori in altre collezioni (in tutto una ventina), che testimoniano la lunga ricerca di una soluzione compositiva soddisfacente. Un disegno alla Galleria Nazionale di Parma, pur essendo un semplice schizzo, è quello che più si avvicina alla versione definitiva, che tuttavia ribalta la composizione, progettata in senso orizzontale anziché verticale.

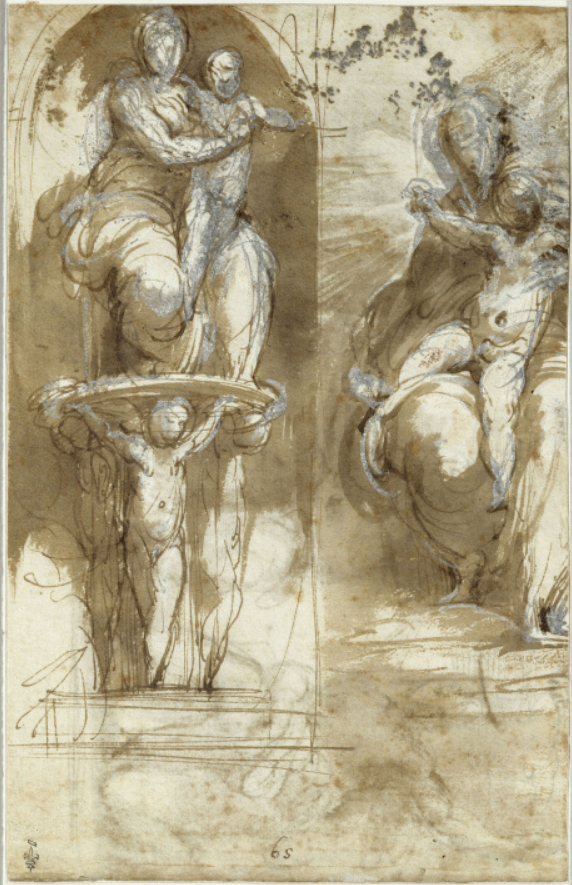
Due studi della Vergine e del Bambino, Museo Condé

## Descrizione e stile
Vasari descrisse così l'opera: "una Nostra Donna in aria che legge et ha un Fanciullo fra le gambe, et in terra con straordinaria e bella attitudine ginocchioni con un piè, fece un san Giovanni che torcendo il torso accenna Cristo fanciullo, et in terra a giacere in scorto è un san Girolamo in penitenza che dorme".
In effetti il dipinto si divide in due registri sovrapposti, uno terreno dove san Girolamo addormentato vicino al crocifisso (suo è l'inconfondibile cappello cardinalizio abbandonato a terra vicino a un teschio) ha la visione in sogno di san Giovanni (si riconosce per l'abbigliamento, la lunga croce e il bacile per i battesimi legato alla cintura), in primo piano che, nel gesto suo più tipico di Precursore, indica il Bambino, rappresentato nella metà superiore, quella celeste, mentre scivola dalle gambe della madre, uno sfolgorante Madonna seduta su un raggio di luna e nubi, illuminata da una sfolgorante emissione di luce divina alle sue spalle, ispirata alle visioni del Correggio. La composizione si assesta così su piani verticali in sequenza, in rapida successione, senza interesse a definire uno spazio geometricamente misurabile, ma che al contrario appare spregiudicatamente innaturale e vertiginoso.

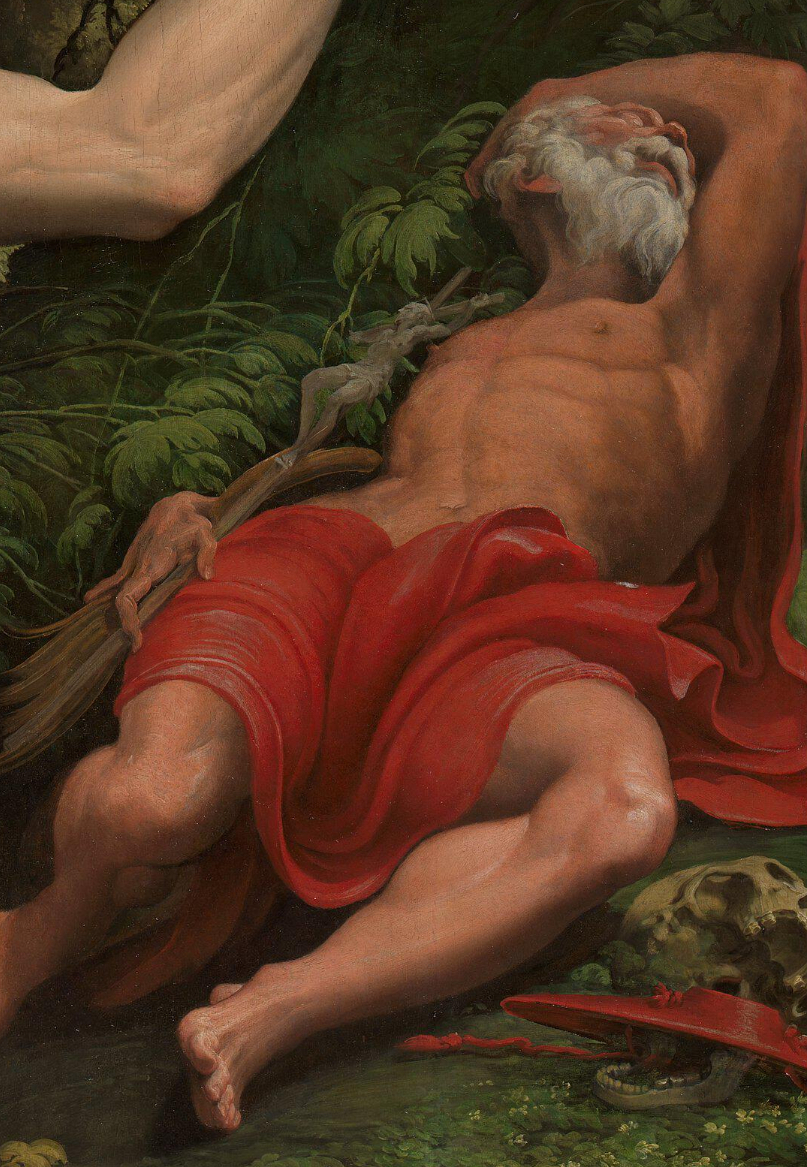
San Girolamo, dettaglio

La Madonna mostra un'influenza raffaellesca nella posa e nello sciolto rapporto col figlio (Madonna di Foligno, che all'epoca era visibile a Roma), così come nella tavolozza cromatica, arricchita di toni intensi e cangianti. La figura del Battista, che in primo piano guarda verso lo spettatore e compie un'elegante torsione per indicare l'epifania divina dietro di sé, fa venire altresì alla mente le figure solenni di Michelangelo, dalla muscolatura accentuata e complessamente atteggiate. La stessa posa del Bambino, che scivola via da Maria citò la Madonna di Bruges del Buonarroti, opera che pochi avevano veduto di persona, conosciuta forse attraverso disegni o attraverso le citazioni di Raffaello, come nella Madonna del Cardellino. Il braccio sollevato di Girolamo dormiente riprende invece opere del Correggio, come la Venere e Amore spiati da un satiro o il san Rocco nella Madonna di San Sebastiano.
Numerosi dettagli sono veri gioielli di virtuosismo, dalla croce di canne del Battista, mai così realistica prima di allora, alla pelle maculata che lo copre, dal sottobosco nei pressi del san Girolamo addormentato, ai riflessi cangianti nella setosa veste del petto di Maria, di scultorea memoria, visti forse su antiche statue di ispirazione ellenistica. Straordinario è poi il Bambino nudo al centro, più adulto della tradizione e leziosamente atteggiato mentre sgambettando fa per scendere dal grembo materno per proiettarsi verso lo spettatore, al quale rivolge lo sguardo, con una mano che tiene un libretto aperto sul ginocchio di Maria e l'altra che tocca i capelli appoggiata al gomito, vicino a dove Maria gli porge con nonchalance la palma del martirio, chiusa in un pensiero malinconico. Si tratta di ricercate e quasi innaturali posizioni di aristocratica eleganza.
Molto originale è l'effetto di verticalità, che dal Battista, tramite il suo gesto, si trasmette fino al volto della Vergine. Ad esso si contrappongono varie sfondature spaziali in profondo, tramite l'uso di scorci arditi, come il corpo di Girolamo o lo stesso Bambino. Sicuramente Parmigianino voleva stupire l'ambiente romano con un'opera sfacciatamente innovativa, che rielaborava spunti dei più grandi maestri allora attivi in città.

## Copie
Lovere, Accademia Tadini.